# Portoricoscia richmondi
Portoricoscia richmondi là một loài chân đều trong họ Philosciidae. Loài này được Richardson miêu tả khoa học năm 1901.